# Девід Хогган
Девід Леслі Хогган (23 березня 1923 — 7 серпня 1988) — американський історик, письменник, автор книги The Forced War: When Peaceful Revision Failed та інших робіт німецькою та англійською мовами.

## Біографія
Хогган народився в Портленді, штат Орегон, і здобув освіту в коледжі Рід (Reed College) і Гарвардському університеті. У Гарварді в 1948 р. Хогган здобув докторський ступінь за дисертацію про відносини між Німеччиною і Польщею в період 1938—1939 рр.

## Міф про «Нову історію»
У його книзі Міф про «Нову історію»: Техніка і тактика міфології нової американської історії (англ. The Myth of the 'New History': The Techniques and Tactics of the New Mythologists of American History, 1965 р) Хогган критикував всі так звані «міфології» істориків, які виправдовували втягування Америки в непотрібну війну з Німеччиною двічі у двадцятому столітті.

## Останні роки
Останні роки життя Давид Хогган жив з дружиною в Менло-Парк, штат Каліфорнія. Він помер від серцевого нападу 7 серпня 1988 р. Остання книга Хоггана, опублікована посмертно в 1990 році, «Meine Anmerkungen zu Deutschland: Der Anglo-amerikanische Kreuzzugsgedanke im 20. Jahrhundert» в якій він детально доводить невинність у Німеччині і неймовірні страждання в обох світових війнах через анти-німецький англо-американський «менталітет хрестоносця», через заздрість німецькому економічного успіху.

## Праці
- Review of Oesterreich Zwischen Russland und Serbien: Zur Suedslawischen Frage und der Entstehung des Ersten Weltkrieges by Hans Uebersberger page page 87 from The Journal of Modern History, Volume 32, Issue # 1, March 1960. (англ.)
- Der erzwungene Krieg, Tübingen: Grabert Verlag (нім.), 1961, translated into English as The Forced War: When Peaceful Revision Failed, Costa Mesa, California: Institute for Historical Review, 1989, ISBN 0939484285.
- Frankreichs Widerstand gegen den Zweiten Weltkrieg Tübingen: Verlag der Deutschen Hochschullehrer-Zeitung, 1963. (нім.)
- The Myth of the Six Million Los Angeles, California: The Noontide Press, 1969, ISBN 0906879892. (англ.)
- Der unnötige Krieg, Tübingen: Grabert Verlag 1976. (нім.)
- Das blinde Jahrhundert- Amerika—das messianische Unheil, Tübingen: Grabert Verlag, 1979. (нім.)
- Das blinde Jahrhundert- Europa—Die verlorene Weltmitte, , Tübingen: Grabert Verlag, 1984. (нім.)
- The Myth of New History Techniques and Tactics of Mythologists, Costa Mesa, California: Institute for Historical Review, 1985, ISBN 0317385119. (англ.)
- Meine Anmerkungen zu Deutschland: Der Anglo-amerikanische Kreuzzugsgedanke im 20. Jahrhundert, Tübingen: Grabert Verlag, 1990. (нім.)